# Henry Edward Colvile
Henry Edward Colvile, né le 10 juillet 1852 à Kirkby Mallory et mort dans un accident de moto le 25 novembre 1907 à Bisley, est un officier, explorateur et écrivain britannique. 

## Biographie
Né à Kirkby Hall dans le Leicestershire, il est le fils de Charles Robert Colvile et de Katherine Sarah Georgina Russell. Il effectue ses études à Eton puis entre dans les Grenadier Guards en 1870. Il est nommé aide-de-camp du général Leicester Smyth, commandant les forces en Afrique du Sud, en 1880. Avec son épouse Alice Rosa Daly, il explore le Maroc alors interdit à la pénétration des blancs.
Il sert dans le département de renseignement lors de l'expédition Suakin en 1884, prend part aux batailles d'El Teb et de Tamai et reçoit alors la Bronze Star avec fermoir. Il est ensuite employé en service spécial au Soudan avant l'expédition sur le Nil de 1884-1885. À la fin de l'expédition, il devient chef du département de renseignement de la Frontier Force. Il participe à la bataille de Ginnis et est alors promu au grade de colonel. Il est attaché au département de renseignement du quartier général et rédige l'histoire officielle de la campagne du Soudan.
Colvile est l'auteur d'un plan, daté de 1892, pour une expédition militaire à Abeokuta. Cependant, un règlement est conclu entre les Britanniques et l’État d'Egba sans recourir à la force militaire. Ce plan est conservé au Derbyshire Record Office (en) parmi les archives de la famille Colvile (collection D461).
En 1893, il succède, après la mort de celui-ci, à Gerald Portal (en) comme commissaire (par intérim) pour l'Ouganda et commande l'expédition Unyoro, qui aboutit à l'inclusion de ce pays dans le protectorat. Il reçoit alors la Central Africa Medal (en), est créé chevalier commandeur de l'ordre de Saint-Michel et Saint-Georges (KCMG) et reçoit l'ordre de deuxième classe de l'Étoile brillante de Zanzibar. Il est sélectionné pour être promu au grade de major-général, le 12 avril 1898.
Au début de 1899, il devient commandant de la brigade d'infanterie à Gibraltar.
Il sert pendant la seconde guerre des Boers en Afrique du Sud de 1899 à 1900. Au début de la guerre, il commande la brigade des gardes, y compris lors de la bataille de Modder River en novembre 1899. Il participe à la bataille de Magersfontein les 10 et 11 décembre 1899, au cours de laquelle la force boer en défense vainc l'avancée des forces britanniques, infligeant de lourdes pertes à ces derniers. L'année suivante, le 10 février 1900, il est nommé commandant de la 9e division, avec le grade de lieutenant-général,. Cependant, en mai 1900, alors que Frederick Roberts se rapproche de Johannesburg, un bataillon Yeomanry sous le commandement de Colvile est coupé et contraint de se rendre. Colvile est rendu responsable de l'échec et renvoyé chez lui. Il prend sa retraite en 1901.
Colvile a épousé Alice Rosa Daly le 6 août 1878. Il épouse en second lieu, le 30 décembre 1886, Zélie Isabelle Richaud de Préville. Leur fils, Gilbert de Préville Colvile (1887-1966), qui vit au Kenya, épouse Diana Caldwell (en) (1913-1987), qui sera plus tard la troisième épouse de Thomas Cholmondeley (4e baron Delamere).
Henry Edward Colvile meurt dans un accident de moto lorsque sa moto est entrée en collision avec la voiture de Henry Rawlinson (1er baron Rawlinson) à Bisley.

## Hommages et critiques
À Kampala, capitale de l'Ouganda, une rue, Colvile Street, porte son nom depuis l'époque coloniale. Le 28 février 2025, à la suite d’un long processus citoyen, la Haute Cour ougandaise demande à la ville de la renommer, ainsi que d'autres sites, afin de promouvoir la culture locale. Selon elle, la toponymie de la ville devra désormais refléter « l’identité culturelle et historique de l’Ouganda, plutôt que d’honorer les fonctionnaires coloniaux britanniques ».

## Publications
- 1884 : A ride in petticoats and slippers: an account of a journey through Morocco, Sampson Low, Marston, Searle & Rivington, Londres.
- 1884 : The accursed land, or, first steps on the water-way of Edom, Sampson Low, Marston, Searle & Rivington, Londres.
- 1889 : History of the Sudan campaign, HMSO, Londres.
- 1895 : The land of the Nile springs; being chiefly an account of how we fought Kabarega, Edward Arnold, Londres.
- 1896 : The nick of time, romance musical e 3 actes, Lamley & Co, Londres.
- 1901 : The work of the 9th Division in South Africa, 1900, Edward Arnold, Londres.
- 1907 : The Allies, ie England and Japan, Hutchinson & Co, Londres.